# アミメブダイ
アミメブダイ (学名：Scarus frenatus)は、スズキ目ブダイ科の海水魚。インド洋と太平洋の熱帯海域に分布する。

## 形態
体長は最大47cm。体はやや側偏した楕円形。背鰭は9棘10軟条から、臀鰭は3棘9軟条から成る。
雄の体色は緑色または青色で、尾鰭に紫色の模様がある。頭部に桃色の縞をもち、背鰭基部は緑色。各鰭は濃い青色。頭部と体後部、尾鰭前部と後部は黄緑色または水色。雌の体色は黄色または赤色で、尾鰭後部と各鰭は赤色。尾柄から尾鰭中央部にかけて白色。雄の体には虫食い模様が、雌の体には黒色の縦縞がある。
幼魚は体長3cmまでは黄緑色の体色で、黄色い縦縞が入る。体長が4cmを超えると体前方は赤褐色、後方は白色となり、暗色の縦縞が入る。

## 分布・生態
紅海からライン諸島、デュシー島までのインド太平洋に分布し、北は南日本、南は西オーストラリア州のシャーク湾、ロード・ハウ島、フランス領ポリネシアのラパ島まで見られる。ハワイ諸島、イースター島では記録されていない。日本では小笠原諸島、沖ノ鳥島、高知県柏島、屋久島、琉球諸島、南大東島での記録がある。幼魚は八丈島や相模湾でも確認されている。
水深25m以浅の浅いサンゴ礁や岩礁に生息し、単独で生活する。幼魚は岩の隙間やラグーンで見られる。岩やサンゴに付着した藻類を捕食する。産卵は雌雄一対で行われる。

## 人間との関係
沖縄県では刺し網、定置網、スピアフィッシングなどで捕獲され、食用となっている。